# Scotopteryx luridata
Scotopteryx luridata là một loài bướm đêm trong họ Geometridae.

## Hình ảnh

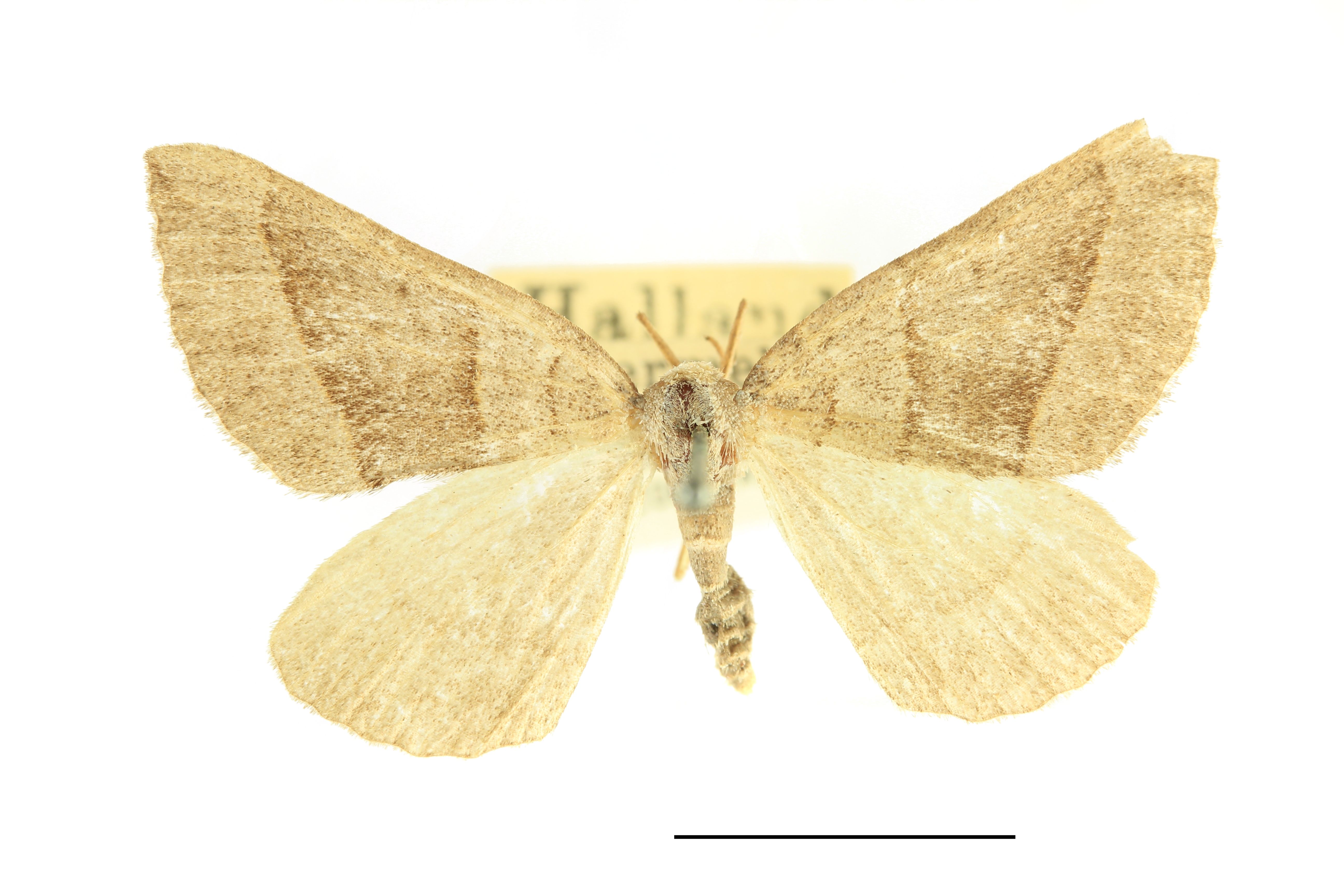